# Elżbieta Kiewnarska
Elżbieta Kiewnarska z d. Szachno, ps. Pani Elżbieta (ur. 19 lutego 1871 w Wilnie, zm. 1944) – publicystka, autorka książek kucharskich, działaczka organizacji kobiecych.

## Życiorys
Urodzona 19 lutego 1871 w Wilnie jako Elżbieta Szachno. Dzieciństwo spędziła na Inflantach.
W 1894 wyszła za mąż za Kaliksta Kiewnarskiego. Po ślubie osiedli w Petersburgu, gdzie urodziła się ich córka Jadwiga (ur. 1901). W wyniku rewolucji w Rosji była zmuszona do opuszczenia miasta i zmiany dotychczasowego trybu życia. Kiewnarska wraz z córką przeprowadziła się do Warszawy.
Podobnie, jak Lucyna Ćwierczakiewiczowa, utrzymywała się głównie z pisania felietonów do „Kuriera Warszawskiego” oraz kobiecego tygodnika „Bluszcz”. Pod pseudonimem Pani Elżbieta była również autorką książek kucharskich. Należała do organizacji kobiecych oraz społecznych.
Zmarła w 1944 roku.

## Wybrane dzieła
Lista wg biblioteki cyfrowej Polona. Także w zasobach wikiźródeł znajdują się prace Elżbiety Kiewnarskiej.
- 100 postnych i jarskich dań
- 100 potraw z jaj
- 109 potraw
- Ciasta wielkanocne
- Domowe wędliny
- Drób, sposoby przyrządzania
- Jedz ryby. Przepisy przyrządzania karpia i innych ryb słodkowodnych
- Konfitury, kompoty i inne konserwy owocowe
- Nalewki i likiery
- Pieczywo domowe
- Potrawy i konserwy z grzybów
- Potrawy z cielęciny
- Potrawy z kartofli
- Potrawy z kasz i mąki
- Potrawy z ryb
- Potrawy z wołowiny
- Sałaty i sałatki
- Zupy i sosy
- Zwierzyna. Sposoby przyrządzania